# Savior Sorrow
Savior Sorrow (este también es reconocido por el nombre de pronunciación SaVIor Sorrow y por el número tener el número seis en romano) es el sexto álbum de la banda de Industrial, alternative metal, de Ohio Cleveland, Mushroomhead. Este es el primer álbum de Mushroomhead en ser lanzado a través de Megaforce Records y también es el primer álbum en el que figura el nuevo vocalista de la banda Waylon Reavis. El álbum fue realizado el 19 de septiembre de 2006 en Estados Unidos y hasta ahora ha vendido aproximadamente 125 000 copias solamente en Estados Unidos.

## Canciones
1. "12 Hundred" - 3:21
2. "Simple Survival" - 3:15
3. "Damage Done" - 3:40
4. "Save Us" - 3:46
5. "Tattoo" - 4:07 (aparición de vocales de Sean Kean Gizmachi)
6. "Erase the Doubt" - 4:16
7. "Burn" - 2:53
8. "Just Pretending" - 4:12
9. "The Need" - 4:56
10. "Cut Me" - 5:24
11. "The Fallen" - 4:22
12. "Embrace the Ending" - 4:23

## Canciones Bonus
- "Burn" (Original) - 3:03 (ediciones FYE )
- "Embrace the Ending" (version Demo) - 2:07 (ediciones Best Buy)
- "The Fallen" (version Demo) - 4:26 (ediciones Best Buy)

## Posiciones

### Álbum
| Año  | Chart                  | Posición |
| ---- | ---------------------- | -------- |
| 2006 | The Billboard 200      | #50      |
| 2006 | Top Independent Albums | #2       |
| 2006 | Top Rock Albums        | #17      |

### Sencillos
| Año  | Sencillo          | Listas                 | Posición |
| ---- | ----------------- | ---------------------- | -------- |
| 2006 | "Simple Survival" | Mainstream Rock Tracks | #39      |

## Créditos
- Gravy – (Dave Felton) Guitarras
- Bronson - (Marko Vukcevich) Guitarras
- Jeffrey Nothing – (Jeffrey Hatrix) Vocales
- Pig Benis – (Jack Kilcoyne) Bajo
- Shmotz – (Tom Schmitz) Piano
- Skinny – (Steve Felton) Batería, Arte, Productor
- Waylon – (Waylon Reavis) Vocales
- St1tch – (Rick Thomas) Samples, Dj
- Bill Korecky - Mezclador
- Brian Serra - Arte
- Harold Mapes - Editor Digital
- James Serra - Arte
- Mushroomhead - Ingeniero, Mezclador, Productor
- Pat Lewis - Ingeniero
- Ricardo "Rick Rock" Thomas - Arte
- Roger Lian - Masterizador
- Sean Kane - Aparición en vocales de tattoo

- Datos: Q1632014